# Повторюваний гег
Повторюваний гег чи повторюваний жарт (англ. running gag) — літературний прийом, що має форму кумедного жарту чи комічної відсилки та неодноразово з'являється в літературному творі чи в іншій формі оповіді. Попри схожість, крилаті фрази не вважають повторюваними гегами.
Повторювані жарти можуть починатися з випадкової кумедної ситуації, яка надалі повторюється у варіаціях у міру того, як жарт стає знайомим, і глядачі очікують його повторної появи. Ефект такого жарту може цілковито залежати від того, як часто його повторюють, але відправне твердження або ситуація завжди асоціюватиметься з його першою появою. Тривіальне твердження не може стати жартом тільки тому, що його повторюють. Повторюваний гег може також спрацьовувати через (не)доречність ситуації, у якій він виконується, або через те, що аудиторія очікує на одне продовження, а реалізується інше (приманка та підміна). Повторювані жарти трапляються в повсякденному житті, театральних постановках, телешоу, відеоіграх, фільмах, книгах, коміксах і, потенційно, у будь-якій іншій ситуації, у якій є місце гумору та достатньо часу для повторення.
Повторюваний гег може бути словесним або візуальним і може «передавати соціальні цінності, висміюючи ревних ораторів шквалом карикатурних погроз». Наприклад, персонаж може запропонувати іншим настільки смішну або обурливу пропозицію, що вона, радше за все, буде самоіронічною до такої міри, що початкове прохання майже не матиме шансів бути виконаним, і це призведе до гумористичного ефекту.